# 40K-Messung
Die 40K-Messung ist ein Verfahren zur indirekten Messung der Körperzusammensetzung und somit des Körperfettanteils am lebenden Menschen.

## Messprinzip
Natürlich vorkommendes Kalium besteht zu 0,012 % aus dem radioaktiven Isotop Kalium-40. 40K emittiert beim Zerfall unter anderem Gammastrahlung mit einer Energie von 1,46 MeV. Diese entweicht zum Großteil aus dem Körper und kann daher nichtinvasiv außerhalb des Körpers mit einem Gamma-Detektor gemessen werden.
Mit der Nahrung aufgenommenes Kalium verteilt sich nicht gleichmäßig im Körper. So sind die Fettmasse (Fettgewebe) und Knochen nahezu Kaliumfrei, dagegen ist der Kaliumgehalt von Muskeln und Gehirn hoch. Da sich 98 % des Gesamtkörperkaliums intrazellulär befinden, kann man die Körperzellmasse aus dem Gesamtkaliumgehalt des Körpers abschätzen. Mit einem Teilchendetektor, der möglichst den gesamten Körper umschließt (Ganzkörperzähler) wird die 40K-Aktivität pro Kilogramm Körpermasse ermittelt. Man bestimmt damit den über den gesamten Körper gemittelten Kaliumanteil. Je höher die Aktivität pro kg, also je höher der Kaliumanteil ist, desto kleiner ist der Fettanteil. Anhand von Tabellen die Faktoren in Abhängigkeit von Gewicht, Geschlecht, Alter, Körpergröße … kann man aus der 40K-Aktivität pro kg den Körperfettanteil bestimmen.

## Vor- und Nachteile
- Vorteile
  - Man kann mit diesem Messverfahren nicht nur in der Nähe des Normalgewichtes arbeiten, sondern die gesamte Spanne von extrem hohem bis extrem niedrigem Körperfettanteil lückenlos abdecken.
  - Ungefährlich und leicht zu wiederholen[1]
  - Die Messgenauigkeit ist mit etwa 3 % recht hoch[4]

- Nachteile
  - Es gibt nur sehr wenige Einrichtungen, die solche teuren Messgeräte betreiben.[1]
  - Die Körpergröße und die Körpergeometrie beeinflussen das Ergebnis (Kalibration notwendig)[1]
  - Die Kaliumkonzentration in den Geweben unterliegt Schwankungen[1]
  - lange Messzeiten[1]
  - Die Methode ist bei Klaustrophobikern oder Veränderungen des Kaliumgehaltes (Medikamente oder Krankheiten) nicht anwendbar[4]

## Messung
Die zu untersuchende Person wird auf einer Liege für 30 bis 60 Minuten in den Ganzkörperzähler geschoben. Dieser ist mit Stahl und Blei ummantelt, um Umgebungsstrahluung zu minimieren.

## Andere Anwendungen der40K-Messung
- Durch Messung des Verhältnisses zwischen 40K und 40Ar lässt sich das Alter von Gesteinen bestimmen.[5]
- Es ist auch die Bestimmung des fetalen Reifegrades möglich.[6]